# Giải thưởng Phan Châu Trinh
Giải thưởng Phan Châu Trinh, tên đầy đủ là Giải thưởng văn hóa Phan Châu Trinh là một giải thưởng được Nhà xuất bản Tri Thức và Quỹ Văn hóa Phan Châu Trinh trao hằng năm cho các cá nhân có cống hiến xuất sắc trong các lĩnh vực giáo dục, nghiên cứu văn hóa, Việt Nam học và dịch thuật.

## Lịch sử
Tên giải thưởng mang tên của Phan Châu Trinh, được sáng lập bởi tổ chức Quỹ văn hóa Phan Châu Trinh do bà Nguyễn Thị Bình, nguyên Phó chủ tịch nước Cộng hòa xã hội chủ nghĩa Việt Nam và đồng thời cũng là cháu ngoại của Phan Châu Trinh làm Chủ tịch và Chu Hảo, nguyên Thứ trưởng Bộ Khoa học Công nghệ làm Phó chủ tịch.
Giải thưởng được trao lần đầu tiên vào năm 2007, từ năm 2010 trở đi được trao vào ngày 24 tháng 3 hằng năm, đúng vào ngày giỗ của Phan Châu Trinh tại TP.Hồ Chí Minh. Từ năm 2011 trở đi giải "Giáo dục" được đổi tên thành "Vì sự nghiệp văn hóa và giáo dục".

## Quy chế của giải thưởng
Theo quy chế của giải, những ứng viên phải là những người còn sống và được một trong các thành viên Hội đồng Khoa học của Quỹ hoặc một người đã từng được nhận giải giới thiệu. Sau khi nhận được văn bản giới thiệu chính thức, Hội đồng sẽ mời hai phản biện độc lập thẩm định và tổ chức các phiên họp thảo luận xét duyệt từng trường hợp cụ thể.
Người nhận giải phải là ứng viên được 100/100 số phiếu của toàn thể thành viên Hội đồng Khoa học. Hội đồng Khoa học gồm các thành viên là các nhà nghiên cứu, hoạt động văn hoá - xã hội có uy tín, do nhà văn, nhà nghiên cứu, dịch giả Nguyên Ngọc làm Chủ tịch và giáo sư triết học Nguyễn Trọng Chuẩn (nguyên Viện trưởng Viện Triết học Việt Nam) làm Phó chủ tịch. Hội đồng Khoa học cùng Hội đồng Quản lý Quỹ hoàn toàn chịu trách nhiệm trước xã hội về các quyết định của mình.

## Giải thưởng các năm
Quỹ văn hoá Phan Châu Trinh đã trao các giải thưởng Phan Châu Trinh cho các tác giả trong 4 năm 2007-2010

### Năm 2007
- Giải Dịch thuật: Bùi Văn Nam Sơn, nhà nghiên cứu triết học (Việt Nam)
- Các giải Việt Nam học, Nghiên cứu, Giáo dục: chưa chọn được để trao giải

### Năm 2008
- Giải Việt Nam học: Giáo sư Sakurai (Nhật Bản) và Giáo sư David Marr (Úc)
- Giải Nghiên cứu: Nguyễn Đình Đầu, nhà nghiên cứu địa lý học lịch sử Việt Nam
- Giải Dịch thuật: Lê Hồng Sâm, Trần Đức Dương, Phạm Anh Tuấn (Việt Nam)
- Giải Giáo dục: chưa chọn được để trao giải

### Năm 2009
- Giải Việt Nam học: Giáo sư Condominas (Pháp)
- Giải Nghiên cứu: Inrasara, nhà thơ và nhà nghiên cứu văn hóa Chăm
- Giải Giáo dục: Giáo sư Hồ Ngọc Đại (Việt Nam)
- Giải Dịch thuật: Phạm Vĩnh Cư, Lê Anh Minh (Việt Nam)

### Năm 2010
- Giải Việt Nam học: Giáo sư IIvo Vashilyev (Cộng hòa Séc), Giáo sư Kevin Bowen (Hoa Kỳ), người mở đường cho văn học Việt Nam vào Mỹ.
- Giải Nghiên cứu: Lại Nguyên Ân, nhà nghiên cứu phê bình văn học Việt Nam
- Giải Giáo dục: Giáo sư Hoàng Tụy (Việt Nam)
- Giải Dịch thuật: Nguyễn Đôn Phước, Phạm Văn Thiều (Việt Nam)

### Năm 2011
- Giải Việt Nam học: Alain Ruscio (Pháp), người đã dành chủ yếu công tác nghiên cứu của mình về Đông Dương thuộc địa và cuộc chiến tranh của Pháp ở Đông Dương (1945-1954) và Pavel Vladimirovich Pozner (Nga), nhà Việt Nam học tại Viện phương Đông, thuộc Viện Hàn lâm khoa học Liên bang Nga
- Giải nghiên cứu: Giáo sư Trần Văn Khê (Việt Nam), đã có những đóng góp lớn trong lĩnh vực nghiên cứu và quảng bá âm nhạc dân tộc và Phó giáo sư Nguyễn Thạch Giang (Việt Nam), đã có những đóng góp trong lĩnh vực nghiên cứu văn học Hán-Nôm
- Giải Vì sự nghiệp văn hóa và giáo dục: Nguyễn Sự (Việt Nam), bí thư thành ủy Hội An, đã có những hoạt động tiêu biểu góp phần bảo tồn di sản văn hóa Việt Nam
- Giải Dịch thuật: Nguyễn Văn Khoa (Việt Nam), quản đốc thư viện Đại học Paris VIII và phụ trách giảng dạy tại khoa thông tin Đại học Paris VIII với dịch phẩm Đối thoại Socratic 1 của Plato

### Năm 2012
- Giải Việt Nam học: nhà Việt Nam học người Pháp là giáo sư Philippe Langlet, giáo sư sử học, tiến sĩ chuyên ngành phương đông, đã dịch thơ thiền của Việt Nam ra tiếng Pháp (tập "Thiền Uyển Tập Anh").
- Giải nghiên cứu: Học giả Lê Thành Khôi.
- Giải Vì sự nghiệp văn hóa và giáo dục: bà Bùi Trân Phượng (Hiệu trưởng Đại học Hoa Sen) và ông Vũ Đức Hiếu, Giám đốc Bảo tàng Không gian Văn hóa Mường.
- Giải Dịch thuật: ông Chu Tiến Ánh, chủ yếu dịch các tác phẩm của Morin và ông Phạm Duy Hiển (bút danh Phạm Nguyên Trường)[4]

### Năm 2013
- Giải nghiên cứu: nhà nghiên cứu Sử học Tạ Chí Đại Trường vì những đóng góp độc đáo và mới mẻ của ông trong nghiên cứu Sử học.
- Giải Vì sự nghiệp văn hóa và giáo dục: nhạc sĩ Lư Nhất Vũ và nhà thơ Lê Giang vì những đóng góp xuất sắc của ông, bà trong việc sưu tầm và truyền bá văn hóa dân gian Nam Bộ, Thomas J. Vallely vì những đóng góp quan trọng của ông cho nền giáo dục đại học Việt Nam.
- Giải Dịch thuật: phó giáo sư Ngô Đức Thọ vì những đóng góp xuất sắc của ông trong dịch thuật và truyền bá Văn hóa Hán Nôm.[5]

### Năm 2015
Lễ trao giải văn hóa Phan Châu Trinh lần 8 (năm 2015) diễn ra tại Thành phố Hồ Chí Minh vào ngày 24 tháng 3 do bà Nguyễn Thị Bình, Chủ tịch Quỹ văn hóa Phan Châu Trinh trao giải :
- Giải nghiên cứu được trao cho nhà nghiên cứu Phạm Hoàng Quân vì những công trình nghiên cứu về biển Đông. Cụm công trình nghiên cứu về chủ quyền Việt Nam ở biển Đông và Hoàng Sa - Trường Sa của ông trong nhiều năm qua là một phần quan trọng trên mặt trận học thuật trong công cuộc đấu tranh khẳng định chủ quyền của Việt Nam về biển đảo.
- Giải dịch thuật được trao cho dịch giả Nguyễn Nghị vì những thành công trong việc chuyển ngữ nhiều tác phẩm kinh điển.
- Giải Việt Nam học được trao cho giáo sư Keith Weller Taylor (Mỹ - cựu binh tại chiến trường Việt Nam) vì những thành tựu đã đạt được trong nghiên cứu và truyền bá lịch sử - văn hóa Việt Nam.
- Giải Vì sự nghiệp văn hóa - giáo dục lần này còn trao cho nhạc sư Nguyễn Vĩnh Bảo vì những đóng góp đặc biệt trong việc sưu tầm, sáng tạo và truyền bá âm nhạc truyền thống Nam Bộ.

### Năm 2016
Lễ trao giải văn hóa Phan Châu Trinh năm 2016 diễn ra tại Thành phố Hồ Chí Minh cũng vào ngày 24 tháng 3.
- Giải Vì sự nghiệp Văn hóa giáo dục: Giáo sư Trịnh Xuân Thuận, vì những tác phẩm phổ biến kiến thức thiên văn học hiện đại dưới hình thức văn chương đã được dịch sang tiếng Việt; và giáo sư Pierre Darriulat, vì đóng góp tâm huyết và sâu sắc cho chính sách phát triển Giáo dục Đại học Việt Nam.
- Giải Nghiên cứu: nhà nghiên cứu Nguyễn Ngọc Lanh vì những công trình nghiên cứu độc đáo trong một số lĩnh vực Lịch sử và Văn hóa Việt Nam.
- Giải Dịch thuật: Giáo sư Đào Hữu Dũng (bút hiệu Nguyễn Nam Trân), vì những công trình dịch thuật các tác phẩm Lịch sử và Văn hóa nổi tiếng của Nhật Bản sang tiếng Việt.
- Giải Việt Nam học: Giáo sư Peter Zinoman vì những đóng góp xuất sắc trong sự nghiệp nghiên cứu và quảng bá văn học hiện đại Việt Nam.

Ngoài ra nhà tân học, nhà báo, nhà văn, nhà chính trị Việt Nam đầu thế kỷ 20, Nguyễn Văn Vĩnh được chọn để vinh danh là danh nhân văn hóa trong "Dự án Tinh hoa Văn hóa Việt Nam thời hiện đại". Theo giáo sư Chu Hảo, Dự án tôn vinh các danh nhân văn hóa trong thời điểm này chỉ giới hạn từ giữa thế kỷ 19 đến giữa thế kỷ 20, vì giai đoạn này có nhiều khúc mắc lịch sử. Rất nhiều người trong giai đoạn đó bị lãng quên hoặc bị hiểu sai hoặc bị lên án một cách nặng nề về mặt quan điểm chính trị.

### Năm 2017
Lễ trao giải văn hóa Phan Châu Trinh năm 2017 diễn ra tại Thành phố Hồ Chí Minh cũng vào ngày 24 tháng 3.
- Giải Vì sự nghiệp Văn hóa - Giáo dục: Giáo sư Cao Huy Thuần vì những đóng góp to lớn và sâu sắc cho sự nghiệp văn hóa và giáo dục Việt Nam.
- Giải Dịch thuật: Dịch giả Nguyễn Hồng Nhung vì những công trình dịch thuật công phu và đặc sắc văn học và triết học Hungari..
- Giải Nghiên cứu (2 giải): Giáo sư Trịnh Văn Thảo vì những đóng góp đặc sắc trong lĩnh vực nghiên cứu văn hóa và lịch sử Việt Nam cận và hiện đại và Giáo sư Trần Đình Sử vì những đóng góp to lớn và lâu dài trong lĩnh vực nghiên cứu văn học.
- Giải Việt Nam học: Giáo sư Alexander Woodside vì những công trình nghiên cứu uyên bác và đặc sắc về lịch sử Việt Nam.

Vị danh nhân thứ 5 được vinh danh trong dự án "Danh nhân Văn hóa Việt Nam thời hiện đại" là học giả, nhà thơ, nhà văn, danh nhân văn hóa Phan Khôi (1887-1959)
Năm 2018
Lễ trao giải văn hóa Phan Châu Trinh năm 2018 (lần thứ XI) diễn ra tại Thành phố Hồ Chí Minh vào tối ngày 24 tháng 3.
- Giải Vì sự nghiệp Văn hóa - Giáo dục: Nhạc sĩ Dương Thụ vì những đóng góp giúp kết nối giới tinh hoa trong và ngoài nước với công chúng và nhóm Nhất Nghệ Tinh với Tủ sách Nhất Nghệ Tinh đang có sức lan tỏa mạnh.
- Giải Dịch thuật: Dịch giả Nguyễn Tùng vì những công trình dịch thuật nghiên cứu xã hội học và dân tộc học đặc sắc của Marcel Mauss, Claude Lévi-Strauss và Guy Debord.
- Giải Nghiên cứu (2 giải): Nhà nghiên cứu Lữ Phương vì những nghiên cứu chủ nghĩa Marx một cách cặn kẽ, có hệ thống và Nhà nghiên cứu Phan Cẩm Thượng vì những nghiên cứu văn hóa dân gian uyên bác và độc đáo.
- Giải Việt Nam học: hai nhà sử học Pháp Pierre Brocheux và Daniel Hémery vì những công trình nghiên cứu đặc sắc về lịch sử Đông Dương và Việt Nam thời thuộc địa.

## Ngưng hoạt động
Ngày 20 tháng 2 năm 2019, bà Nguyễn Thị Bình, Chủ tịch Quỹ, thông báo: "Nay do một số điều kiện khách quan, chúng tôi xin trân trọng thông báo chấm dứt mọi hoạt động của Quỹ Văn Hóa Phan Châu Trinh kể từ ngày công bố bản thông báo này...,". Việc Quỹ Văn Hóa Phan Châu Trinh ngừng hoạt động diễn ra hơn ba tháng sau khi đảng CSVN loan báo quyết định khai trừ Giáo sư Chu Hảo, Phó chủ tịch Hội đồng Quản lý Quỹ Văn Hóa Phan Châu Trinh, "vì tội chống đối và tự diễn biến." Ông Chu Hảo được giới trí thức Việt Nam nhìn nhận là linh hồn của tổ chức này cũng như giải thưởng thường niên cùng tên.